# Hemeroblemma circe
Hemeroblemma circe är en fjärilsart som beskrevs av Achille Guenée 1852. Hemeroblemma circe ingår i släktet Hemeroblemma och familjen nattflyn. Inga underarter finns listade i Catalogue of Life.